# Palmaria palmata
Palmaria palmata (L.) Kuntze 1891, também chamado dulce,  dillisk, dilsk ou creathnach, é uma alga vermelha (Rhodophyta) anteriormente denominada Rhodymenia palmata (L.) Grev.. Cresce na costa do norte dos oceanos Atlântico e Pacífico. É um aperitivo bem conhecido, e na Islândia, onde se conhece como sol, tem sido uma importante fonte de fibra ao longo dos séculos.

## História
Os primeiros registos sobre esta espécie é sobre sua coleta pelos monges de São Columba faz 1.400 anos.

## Descrição
As algas dulces crescem coladas por sua rizoide com forma de disco às estipes de Laminaria ou a rochas. Tem uma pequena estipe, as frondas são variáveis e variam em cor desde a rosa forte ao vermelho-púrpura e têm uma textura um pouco correosa. O follaje de folhas planas expande-se gradualmente e divide-se em segmentos largos chegando a atingir os 50 cm de longo e de 30 a 8 cm de largo que podem ter outras ramificações pela borda.
A referência a Rhodymenia palmata var.mollis em Abbott & Hollenberg (1976), é considerada actualmente uma referência a uma espécie diferente: Palmaria mollis (Setchel et Gardner) vão der Meer et Bird.
Dulce é similar a outra macroalga: Dilsea carnosa (Schmidel) Kuntze, a Dilsea, no entanto, é mais correosa com folhas de até 30 cm de longitude e 20 cm de largo. A diferença de Palmaria palmata, não se ramifica e não tem ramos nas bordas das frondas. No entanto as folhas mais velhas podem dividir-se.

## Ciclo de vida
Seu ciclo de vida não foi explicado completamente até 1980. As tetrasporas produzem-se nos soros diseminados nas folhas maduras e são diploides. Os soros de gametos masculinos encontram-se diseminados sobre a maioria da fronda da planta masculina haploide. O gametotipo feminino é muito pequeno atrofiado ou incorporado, a carpogonia encontra-se aparentemente como células individuais nas algas jovens. As algas masculinas são como briznas e produzem gametos masculinos que fertilizão as tetrasporas diploides que estão colados ao gametotipo feminino. As folhas adultas produzem tetrasporas por meiosis. É por isso que é a fase tetraspora diploide ou a planta masculina a que se pode encontrar na costa.

## Ecologia
Palmaria palmata pode-se encontrar crescendo desde a metade da zona intermareal até profundidades de 20 m ou mais, tanto em costa abrigada como expostas.

## Como alimento
As algas dulces são uma boa fonte de minerais e vitaminas comparadas com outros vegetais e contêm todos os oligoelementos que precisam as pessoas, além de um alto conteúdo em proteínas.
Normalmente encontra-se de junho a setembro e pode-se recolher a mão quando a maré está baixa. Quando se recolhem, os pequenos caracoles, conchas e outras pequenas partículas se eliminam com uma lavagem e depois as algas se estendem para se secar. Alguns recolectores podem dar-lhes a volta uma vez e enrolar-las em grandes fardos para empacotá-las mais tarde. Também se usam como forragem para animais em alguns países.
Doce é usada comumente em Irlanda, Islândia e a parte atlântica de Canadá tanto como comida como medicina. Pode-se encontar em muitas lojas de comida saudável ou mercados de pescado e pode ser comprado directamente a um revendedor local. Em Ballycastle, Irlanda do Norte, é tradicional vendê-la no Ould Lammas Fair. As algas dulse enviam-se por todo mundo. Em Irlanda do Norte é muito popular pela zona da Costa da Calçada do Gigante.
A dolce fresca pode-se comer directamente das rochas dantes de secar ao sol. A doce secada ao sol come-se tal e como está ou se esmaga em copos ou pó. Em Islândia a tradição é comê-la com manteiga. Também pode fritrarse rapidamente como batatas fritadas, servir coberta com queijo, com molho, ou simplesmente a aquecer brevemente no microondas. Também se pode usar em sopas, sandwiches e saladas, ou acrescentar ao pão ou as pizzas. Picada finamente, pode usar-se também como potenciador do sabor em pratos de carne, como chili em lugar do glutamato monosódico.
Na costa oeste de Irlanda comumente chama-se-lhe dillisk, e normalmente seca-se e vende-se como aperitivo em lojinhas nas cidades costeiras.

## Distribuição
Palmaria palmata é a única espécie de Palmaria que se encontra nas costas atlânticas da Europa. Pode-se encontrar desde a costa de Portugal até as do Mar Báltico além da costa da Islândia e as Ilhas Feroe. Também cresce nas costas Árticas da Rússia, a parte Ártica do Canadá, Alaska, Japão e Korea. Os registros encontrados em Califórnia são de Palmaria mollis que é considerada uma espécie diferente.

## Infecções, irritações, malformações e doenças
As irritações, possivelmente produzidas por nematodos, copépodos e bactérias infectam a estas algas. Foram registadas como "consequência de tecido produzido pela presença...de um animal."